# 工农联盟
工农联盟，是一个政治名词，是指由工人阶级在进行无产阶级革命和社会主义建设中同劳动农民在共产党领导下结成的革命联合。
工农联盟的思想是马克思在总结1848年欧洲革命经验的基础上提出的。该理论认为，工人阶级和农民阶级都受剥削阶级的压迫和剥削，有着共同的革命要求和根本利益。在革命中，工人阶级只有依靠农民的支持才能取得胜利，农民也只有得到工人阶级的领导才能得到解放。列宁在领导俄国革命中实践了工农联盟的思想。

## 中国
毛泽东在领导中国革命进程中，进一步发展了工农联盟的思想，提出了统一战线的理论。统一战线中包含着两个联盟，一个是工人阶级同一切劳动人民的联盟，主要是工农联盟；另一个是工人阶级同其他可以合作的非劳动人民的联盟。工农联盟是统一战线的基础，也是人民民主专政的基础。中国的工农联盟是在长期的革命斗争中逐步得到发展和巩固的，经历了民主革命阶段和社会主义革命阶段，现在又走上了更高的社会主义现代化建设阶段。无论在哪个发展阶段上，工农联盟都是最重要最基本的联盟，是中国革命和建设取得胜利的保证。他认为，只有不断地发展和巩固工农联盟，才有力量去团结一切可以团结的非劳动人民联盟，结成广泛的统一战线，为社会主义现代化建设服务。
《中华人民共和国宪法》第一条第一款规定：“中华人民共和国是工人阶级领导的、以工农联盟为基础的人民民主专政的社会主义国家。”